# Château du Brossay (Guémené-Penfao)
 (septembre 2024).
Ne doit pas être confondu avec le château du Brossay situé à Renac
Le château du Brossay est un château situé à Guémené-Penfao, en France.

## Localisation
Le château est situé sur la commune de Guémené-Penfao, dans le département de la Loire-Atlantique.

## Historique
Le monument est inscrit au titre des monuments historiques en 2023.